# Tônica Dominante
Tônica Dominante é um filme de drama musical brasileiro de 2001 dirigido e escrito por Lina Chamie. É protagonizado por Fernando Alves Pinto, Vera Zimmermann, Carlos Gregório e Vera Holtz.

## Sinopse
O filme acompanha três dias na vida de um clarinetista (Fernando Alves Pinto). Durante o primeiro dia, ele se encontra em uma situação de solidão e fragilidade. No dia seguinte, o que era para ser uma coisa agradável, se torna um grande pesadelo. Já no terceiro dia, ele encontra a plenitude através da música e consegue ajudar uma pianista (Vera Holtz) que se prepara para um concerto.

## Elenco
- Fernando Alves Pinto como clarinetista
- Vera Holtz como pianista
- Vera Zimmermann como violonista
- Carlos Gregório como maestro
- Sérgio Mamberti
- Walderez de Barros
- Carlos Moreno
- Graziela Moretto
- Lívio Trachtenberg

## Produção
Tônica Dominante é o filme de estreia de Lina Chamie na direção de longas-metragens. A produção e filmagens do filme se iniciaram em 1996. Entretanto, no 12° dia de gravação, o ator Fernando Alves Pinto, que interpreta o protagonista, sofreu um acidente ficando em coma por alguns dias. Isso fez com que ele tivesse alguns problemas com memória e as gravações fossem interrompidas por um grande período.
Em 1999, com o ator já recuperado, as filmagens voltaram e o filme foi concluído. Durante a recuperação de Fernando, as aulas de clarinete para compor o personagem, dadas pela própria Lina Chamie, serviram de estímulo para a melhora do ator.

## Lançamento
Após percorrer diversos festivais de cinema, o filme foi lançado comercialmente em 15 de junho de 2001 em São Paulo e no Rio de Janeiro pela Riofilme.

## Recepção

### Prêmios e indicações
Em 2002, a Associação Paulista de Críticos de Arte concedeu ao filme o Prêmio APCA de melhor direção de fotografia para Katia Coelho. No Festival de Brasília, o filme foi premiado na categoria de melhor direção de arte. No 7° Prêmio Guarani de Cinema Brasileiro, o filme foi indicado na categoria de melhor direção de arte.